# 朱尼珀 (加利福尼亞州)
朱尼珀（英語：Juniper）是位於美國加利福尼亞州莫多克縣的一個非建制地區。該地的面積和人口皆未知。

## 地理
朱尼珀的座標為41°28′48″N 120°34′22″W / 41.48000°N 120.57278°W，而該地的平均海拔高度為1327米（即4354英尺）。